# Broken Sword
Broken Sword es una serie de aventuras gráficas creada por el diseñador de videojuegos Charles Cecil de Revolution Software. Gira en torno a las aventuras de George Stobbart y Nicole Collard y sus búsquedas a lo largo de varios países partiendo de la historia y la mitología. Los dos primeros juegos se basaban en la clásica interfaz de point and click, que son gráficos realizados a mano, mientras que las dos últimas entregas fueron en formato 3D.

## Juegos oficiales

### Broken Sword: La leyenda de los templarios
El primer juego de la saga fue publicado en 1996, a cargo de Virgin Interactive y Revolution Software. La historia comienza con la presentación de George Stobbart, un turista estadounidense que ve interrumpida sus vacaciones en París por una explosión en un café. A partir de ese momento el protagonista, en compañía de una periodista llamada Nicole Collard, iniciará una investigación llena de conspiraciones, cultos y asesinatos en torno a la leyenda de los Caballeros Templarios. Esto le llevará a visitar diversos lugares alrededor del mundo, tales como París, Irlanda, Siria, España y Escocia.
El videojuego se realizó en 2D, con gráficos y animaciones de alta calidad y contó con banda sonora y voces para los personajes, la cual fue un éxito comercial y de crítica. Está considerado como uno de los mejores videojuegos dentro del género.
Además de la versión de PC, el videojuego se adaptó a las plataformas PlayStation, iOS, Android  y Game Boy Advance, aunque esta última fue una versión reducida del juego. También fue adaptado a Palm OS y Windows Mobile por Revolution Software y Astraware. Adicionalmente, Charles Cecil confirma el desarrollo de una película se encuentra, llevada a cabo por la productora Castle Bright y con fecha de estreno programada para el año 2010.

#### Broken Sword: Shadow Of The Templars (Director's Cut)
Broken Sword: Shadow of the Templar's (Director's Cut)
Versión de Broken Sword: La leyenda de los templarios, que salió a la venta en las plataformas Android, Nintendo DS, Wii y PC. Esta vez Revolution Software produjo el juego con la marca Ubisoft, en lugar de THQ, empresa distribuidora y co-desarrolladora de las dos últimas y menos exitosas entregas de la saga: El sueño del Dragón y El Ángel de la muerte. 
La historia es más extensa, ya que será mayor la participación de Nicole Collard. La aventura comienza con ella, presenciando en vivo el asesinato de un político, a manos de un hombre disfrazado de mimo. Esta versión tiene las imágenes tipo cómic, las secuencias más desarrolladas, una pequeña ventana que permite visualizar mejor las caras y un tebeo oculto sobre la historia de Nicole.
Además, se han suprimido algunas secuencias de video, al tiempo que se añade interactividad con algunos objetos y la gesticulación bucal de los personajes a la hora de hablar. En las nuevas secuencias de video, se ha cambiado al actor de doblaje del personaje George Stobbart, debido a que el actor Tomás Rubio no se le permitió participar en el proyecto, por conflictos profesionales.

#### Broken Sword:La Leyenda de los templarios - Reforged
Nuevo remake de la Aventura Gráfica clásica de 1996; 
Anunciada durante la Gamescom 2023, esta nueva versión de Broken Sword: La leyenda de los templarios saldrá a principios de 2024 para PC, Consolas y dispositivos móviles.

### Broken Sword II: las fuerzas del mal
El segundo juego de la saga fue publicado en 1997. El título oficial en español es Broken Sword II - Las Fuerzas del Mal, sin embargo, en la versión original en idioma inglés es Broken Sword II - The Smoking Mirror, que podríamos traducir como Broken Sword - El Espejo Humeante, en referencia a Tezcatlipoca (“espejo negro que humea” o “espejo humeante”).
La historia versaba sobre un culto a un dios maya en conjunto con una conspiración en torno a un próximo eclipse y causar la destrucción del mundo. Para evitarlo George y Nicole deberán encontrar tres piedras mágicas de origen maya para encerrar para siempre a este dios. Los escenarios del juego se pueden agrupar en Francia (París y Marsella) Centroamérica, Londres y el Caribe.
Como novedad, en esta segunda parte, el jugador toma el control de los dos personajes dependiendo de la escena. Otros cambios son la posición del inventario, los iconos, etc. Los gráficos se mantienen en la línea de su predecesor, con algunas modificaciones para incluir efectos de humo y similares.
El juego salió a la venta para las plataformas PC, Sony PlayStation, Gameboy Advance y para iOS.
Fue un éxito comercial y de crítica, aunque algo inferior al del primer episodio.[cita requerida].

### Broken Sword III: el sueño del dragón
La tercera entrega de las aventuras de George y Nicole fue publicada en octubre de 2003 por THQ en Europa y por The Adventure Company en Estados Unidos con el nombre de Broken Sword III: The sleeping Dragon. En esta ocasión, el juego fue diseñado completamente en 3D, ofreciendo un control total sobre el personaje en tercera persona. De nuevo la historia se centra en los Caballeros Templarios, llevando a los protagonistas a Glastonbury, París, El Cairo, Praga y el Congo.
Al contrario de sus predecesores, en este juego el point and click queda descartado: se maneja exclusivamente con el teclado.
El juego se lanzó para PC, Xbox y PlayStation 2, aunque esta última versión sólo pudo encontrarse en Europa.
El desarrollo de la historia comienza cuando un científico que vive en el Congo contrata los servicios como abogado de George Stobbart, para poder hacer una patente de una máquina creadora de energía. Por otra parte, en París, Nicole Collard tiene una entrevista programada con un informático que ha descifrado parte de un importante manuscrito; sin embargo, dos intrusos llegan antes que los protagonistas y matan a estas personas. Siguiendo la pista de estos desconocidos, George y Nicole en forma independiente, intentarán localizarlos.

### Broken Sword IV: el ángel de la muerte
El 17 de agosto de 2005, Revolution Software y THQ anunciaron la cuarta entrega de la serie Broken Sword. Se reveló que George se enamoraría de una misteriosa mujer que desaparece, conduciéndolo a descubrir una nueva trama que pone en peligro al mundo. A pesar de este nuevo amor, Nicole continúa en la serie. Broken Sword 4 vuelve a tener gráficos 3D pero el sistema de juego cambia y vuelve al point and click como en las dos primeras entregas.
Debido a la versión para PC de Broken Sword 3 concentró la mayor parte de las ventas, la cuarta entrega no se adaptó para consolas de videojuegos. Llegó a Europa el 8 de septiembre del 2006.[cita requerida] Por vez primera, Revolution Software no está implicada en el desarrollo, el cual se delegó en un estudio de Sheffield: Sumo Digital. Sumo Digital ofreció su experiencia en Broken Sword 3 para las versiones de PlayStation 2 y Xbox. Ben McCullough, quien compuso la banda sonora de varios juegos anteriores de Revolution, fue el encargado del apartado sonoro en la cuarta edición.
Debido a motivos económicos no llegó a doblarse al español, aunque se puso en marcha una recogida de firmas para que THQ rectificase.[cita requerida]
El juego, desde antes de su lanzamiento apuntaba maneras, grandes gráficos, una gran historia, basada esta vez en un arma muy poderosa relacionada con el personaje bíblico de Moisés, y la relación de amor entre George y Nico. Para colmo en esta última entrega aparece un importante personaje, la bella Anna María, que provoca más de una situación de celos a Nicole, pero que sobre todo, posee un manuscrito con el que se puede encontrar la poderosa arma. Esta aventura lleva a George a viajar a Nueva York, Estambul, Roma y Arizona.
Esta cuarta entrega ha dividido a los seguidores de la saga, ya que no incluye doblaje al español, y por lo tanto hay que seguirla con los subtítulos en castellano y las voces en V.O.

### Broken Sword V: La maldición de la serpiente
En 2013 salió a la venta la 5.ª entrega de Broken Sword narrando una nueva aventura de George y Nico. El juego vuelve a recuperar el aspecto de dibujos animados de las primeras entregas, aunque adaptado a los tiempos de hoy en día con unos personajes en 3D pero renderizados en un fondo 2D imitando a las entregas de Runaway. 
Broken Sword: The Serpent's Curse será dirigido por Charles Cecil y el equipo original que se encargó de la serie en sus primeras entregas. También han dicho que esperan localizarlo completamente al español, voces incluidas.

Su historia comienza cuando una misteriosa pintura es robada a mano armada en una galería de París y George y Nico se encuentran por casualidad investigando juntos. Desde París a Londres y finalmente Cataluña, su camino se convierte en una carrera contra el tiempo a medida que las fuerzas oscuras del pasado despiertan de su sueño. Antiguos personajes de Broken Sword y otros nuevos se encuentran con George y Nico. El viaje que llevarán a cabo revelará una conspiración tan antigua como la palabra escrita, que hará que la sangre inocente se derrame una vez más.
Charles Cecil ha confirmado que el juego será doblado íntegramente en español, pero las voces originales de George y Nico; Tomás Rubio y Esther Rodríguez, no doblaran el juego.
Como novedad, los fanáticos tendrán una gran aportación en el desarrollo del juego, ya que dependiendo de la cantidad de dinero que quieran invertir, recibirán unos obsequios u otros a partir de las donaciones en esta web http://www.kickstarter.com/projects/165500047/broken-sword-the-serpents-curse-adventure.

### Broken Sword VI: Parzival's Stone
Durante la conferencia Xbox de la Gamescom 2023, se anunció una sexta parte de la saga de aventuras gráficas junto con un remake en 4K del primer Broken Sword.
Broken Sword: Parzival’s Stone es el sexto capítulo de la serie Broken Sword , que ofrece una importante evolución en el género. Un estilo gráfico único «súper 2D» ofreciendo impresionantes fondos dibujados a mano, aplicados a geometría 3D que ofrece el estilo visual, en alta resolución, pero con la flexibilidad de crear una cinematografía increíble que sólo es posible en 3D. 
El juego será una aventura gráfica clásica de Point and Click y esta previsto su lanzamiento para PC, Consolas y dispositivos móviles
La sinopsis de esta sexta parte es la siguiente:
Asume los papeles de George y Nico mientras investigan un antiguo manuscrito y se ven arrastrados a una aterradora conspiración y a un mundo de cazadores de tesoros nazis, antiguas historias medievales y física cuántica. Navega por las pistas del manuscrito para descubrir la ubicación secreta del Grial (pero no como cabría esperar): un tesoro mítico, perdido durante mil años.
Empresarios tecnológicos despiadados rivales, agencias gubernamentales corruptas y corporaciones energéticas globales de miles de millones de dólares que también están dispuestas a vencer a nuestros héroes para alcanzar los objetivos finales. Porque George y Nico bien podrían ser lo único que detenga al mundo entero del Armagedón.

## Doblaje
| Videojuego                                                        | Actor de doblaje George Stobbart | Actriz de doblaje Nico Collard | Director de doblaje | Traductor                 | Estudio de grabación | Año de grabación |
| ----------------------------------------------------------------- | -------------------------------- | ------------------------------ | ------------------- | ------------------------- | -------------------- | ---------------- |
| Broken Sword: La leyenda de los templarios                        | Tomás Rubio                      | Ester Rodríguez                | Tomás Rubio         | Cristina García           | DL Multimedia        | 1996             |
| Broken Sword II: Las fuerzas del mal                              | Tomás Rubio                      | Ester Rodríguez                | Tomás Rubio         | Gabriel Pérez Ayala       | DL Multimedia        | 1997             |
| Broken Sword 3: El sueño del dragón                               | Tomás Rubio                      | Ester Rodríguez                | Tomás Rubio         |                           | Syntesis Iberia      | 2003             |
| Broken Sword: La leyenda de los templarios (Montaje del director) | Juan Carlos Lozano               | Ana Esther Alborg              |                     | Pablo Trenado             | Syntesis Iberia      | 2009             |
| Broken Sword 5: La maldición de la serpiente                      | Juan Carlos Lozano               | Ana Esther Alborg              |                     | Elena Martos Ramón Méndez | Syntesis Iberia      | 2013             |

## Juegos no oficiales

### Broken Sword 2.5
Tras la desilusión que se llevaron algunos fanáticos con Broken Sword 3, su entorno 3D, y la eliminación del point and click, decidieron unirse en un proyecto llamado mindFactory con el que crearían un juego, sin ánimo de lucro, ya que legalmente no pueden sacar beneficio con él, volviendo al 2D clásico y a la jugabilidad de las primeras versiones.
Esta versión, desarrollada por aficionados alemanes, fue lanzada el 28 de septiembre de 2008 en inglés y alemán. La cual se puede descargar gratuitamente desde su web oficial http://www.brokensword25.com .
Además, ya se ha publicado en la misma web un parche en varios idiomas, en el que incluye los subtítulos en castellano.

## Información técnica
Las dos primeras entregas de Broken Sword utilizan una versión mejorada del motor de juego Virtual Theatre, de Revolution. Aunque estos juegos fueron inicialmente producidos para Microsoft Windows, Macintosh y PlayStation, es posible ahora ejecutarlos en otras máquinas y sistemas operativos gracias al programa ScummVM, al cual Revolution donó el código fuente original de estos dos juegos para que sus desarrolladores añadieran soporte para ellos. Entre las plataformas soportadas por este programa se encuentran Sega Dreamcast, GNU/Linux, PlayStation 2, Nintendo DS, etc.
Broken Sword 3 está basado en el motor RenderWare. 
Broken Sword 4 utilizará el sistema de script utilizado en su predecesor mientras que el motor gráfico es uno nuevo a cargo de Sumo Digital.

## Broken Sword: la película (cancelada)
En 2007 se anunció que una película basada en Broken Sword: la leyenda de los templarios estaba de camino con la productora Castlebright studio pero por motivos desconocidos la productora dejó de participar en la película. Después Vanquish movies de Las crónicas de Riddick se interesó en el proyecto, pero aún se encuentran buscando director y actores. Charles Cecil está escribiendo la historia.